# Avenue de l'Église (Montréal)
L'avenue de l'Église est une voie de Montréal située dans le quartier Côte-Saint-Paul (arrondissement Sud-Ouest). Au sud du canal de l'Aqueduc, dans l'arrondissement de Verdun, elle est à sens unique vers le nord et porte le nom de rue de l'Église.

## Toponymie
L'origine de son nom est double selon s'il est fait référence à la section dans l'arrondissement Sud-Ouest ou celle dans l'arrondissement Verdun. Celle dans Le Sud-Ouest fait référence à l'église Saint-Paul, construite en 1911 et coeur historique et institutionnel du quartier Côte-Saint-Paul, celle dans Verdun fait référence à l'église Notre-Dame-des-Sept-Douleurs, première église catholique romaine de Verdun, construite en 1899. 

## Historique

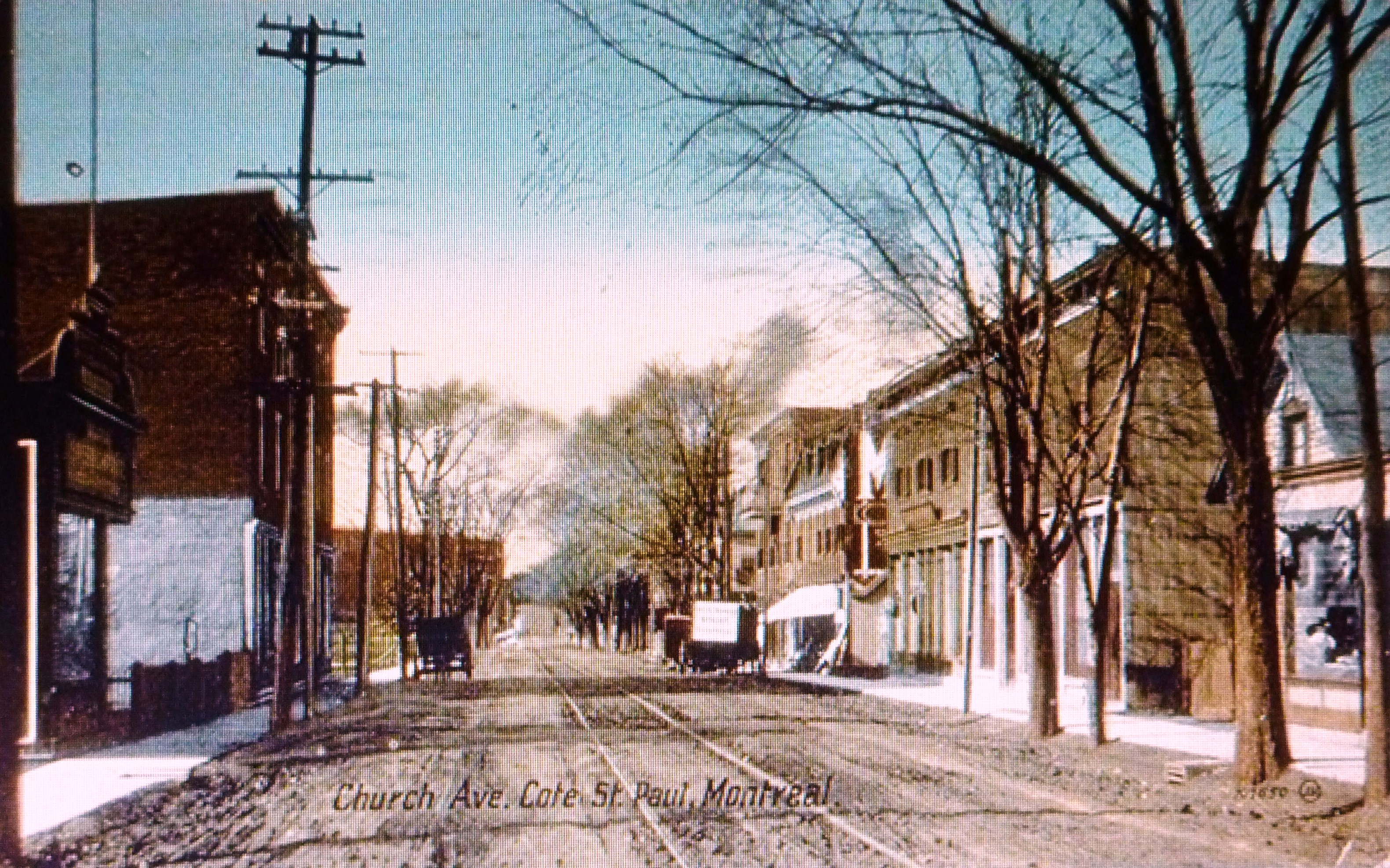
L'avenue à Côte-Saint-Paul, carte postale, vers 1910